# 蹴上発電所
蹴上発電所（けあげはつでんしょ）は、京都府京都市左京区粟田口鳥居町1番地に設置され、関西電力が管理する水路式・流込み式の水力発電所である。

## 概要
琵琶湖疏水（第1疏水）から取水し、琵琶湖疏水に放水している。

## 歴史
1890年（明治23年）に通水を開始した琵琶湖疏水第1疏水に関連して、翌1891年（明治24年）6月に第一期蹴上発電所が運転を開始した。営業用としては日本最初の水力発電所である。当発電所の電力は、近接する蹴上インクラインの動力源として用いられ、近隣に配電されたほか、1895年（明治28年）に開通した京都電気鉄道（後の京都市電）でも使われた。
1912年（明治45年）、第2疏水の完成に伴い第一期蹴上発電所が取り壊され、第二期蹴上発電所が開業した。正面には、久邇宮邦彦王の書「功天亮（てんこうをたすく）」を石刻した扁額が掲げられている。
1936年（昭和11年）には、第一期発電所の跡地に第三期発電所が建設された。
1942年（昭和17年）に京都市から関西配電に現物出資され、2025年（令和7年）現在は関西電力所管。第二期の特徴的なレンガ造りの建物は現存するが発電所としては使われておらず、白いコンクリート造りの第三期発電所が現役で稼働している。
1992年（平成4年）3月27日、世界で初めて超電導発電機の実系統停電の減少を狙いとした試験に成功した。
2001年（平成13年）に「琵琶湖疏水の発電施設群」として、夷川発電所、墨染発電所とともに土木学会選奨土木遺産に認定されている。
2016年（平成28年）、米国電気電子学会（IEEE）より『IEEEマイルストーン』に認定された。
2018年（平成30年）2月5日、関西電力による蹴上発電所見学会の募集が開始された。同年3月2日以降、毎週金曜日の午前と午後の2回に分けて開催される。1回あたりの定員は20人（予約制）。